# 施圖伊本湖
47°25′39″N 11°3′52″E / 47.42750°N 11.06444°E

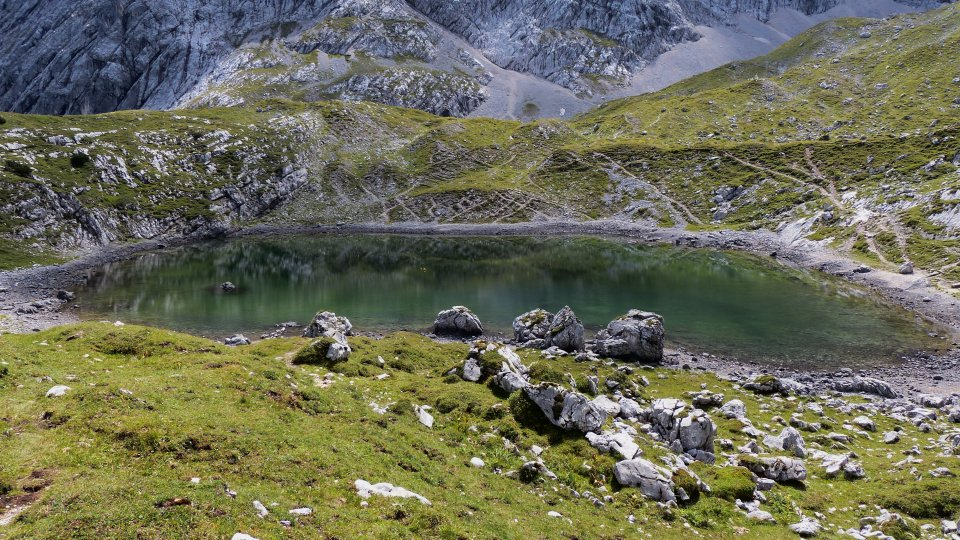

施圖伊本湖（德語：Stuibensee），是德國的湖泊，位於該國東南部，由巴伐利亞州負責管轄，處於加米施-帕滕基興，長0.12公里、寬0.09公里，面積0.01平方公里，海拔高度1,921米。